# Iso Kausjärvi
Iso Kausjärvi är en sjö i kommunen Lembois i landskapet Birkaland i Finland. Sjön ligger 104,5 meter över havet. Arean är 62 hektar och strandlinjen är 6,65 kilometer lång. Sjön  ingår i Kumo älvs huvudavrinningsområde.   Den ligger omkring 18 km söder om Tammerfors och omkring 140 km norr om Helsingfors. 